# Prix du public mondial
L’Académie des Lumières, composée de plus de 200 journalistes de la presse internationale, récompense chaque année depuis 1996 les meilleurs films français ou francophones.
Contrairement aux autres Lumières remis par l’Académie des Lumières, le Prix du public mondial est un prix spécial remis par TV5 Monde chaque année depuis 2006 à un film français ou francophone sorti dans un pays quelconque du monde l’année précédente, lors de la « cérémonie des Lumières de la presse internationale ».

## Palmarès
| Palmarès        | Films primés                               | Réalisation                     |
| --------------- | ------------------------------------------ | ------------------------------- |
| 14 janvier 2011 | Illégal (2010)                             | Olivier Masset-Depasse          |
| 15 janvier 2010 | Où est la main de l'homme sans tête (2009) | Guillaume et Stéphane Malandrin |
| 19 janvier 2009 | Entre les murs (2008)                      | Laurent Cantet                  |
| 14 janvier 2008 | La Môme (2007)                             | Olivier Dahan                   |
| 5 février 2007  | Ne le dis à personne (2006)                | Guillaume Canet                 |
| 21 février 2006 | Va, vis et deviens (2005)                  | Radu Mihaileanu                 |